# Tony Hawk's American Sk8land
Tony Hawk's American Sk8land is de speciale versie voor de Game Boy Advance en de Nintendo DS. Het werd ontworpen omdat Tony Hawk's American Wasteland te zwaar was en te veel grafische mogelijkheden had voor de GBA en DS.
Het spel maakt gebruik van cel shading, wat betekent dat de beelden minder realistisch lijken, en een beetje tekenfilmachtig.
Het spel was de derde van alle Nintendo DS-spellen die gebruikmaken van de Nintendo Wi-Fi Connection.

## Soundtracks
Het spel bevat 14 soundtracks:
- California Uber Alles - Dead Kennedys
- Champ - Breakestra
- Duke Kerb Crawler - Pest
- Holiday - Green Day
- I Like Dirt - The Thunderlords
- Los Angeles - Frank Black
- Organism - Tommy Guerrero
- Question The Answer - Strike Anywhere
- Rawhide - Nassim
- Rise Above - Black Flag
- Search And Destroy - Emanuel
- Sonic Reducer - Saves The Day
- Who Do You Want To Be - Oingo Boingo
- Institutionalized - Senses Fail